# 49 Ceti
49 Ceti é uma única estrela na constelação equatorial de Cetus. É visível a olho nu como uma estrela escura e de tons brancos com uma magnitude visual aparente de 5,607. A estrela está localizada a 186 anos-luz (57 parsecs) de distância do Sistema Solar, com base em sua paralaxe, e está se afastando ainda mais com uma velocidade radial de +10 km/s. 49 A Ceti foi identificada como membro da associação Argus, com 40 milhões de anos.

## Gás carbono
49 Ceti exibe um excesso significativo de infravermelho, que é uma característica de um disco de detritos que orbita a estrela. Invulgarmente, o disco parece rico em gás, com evidência de gás monóxido de carbono (CO). Esse gás monóxido de carbono pode ser proveniente de cometas que orbitam a estrela dentro do disco, semelhante ao Cinturão de Kuiper no Sistema Solar.
A quantidade de átomos de carbono é tão grande que a equipe até detectou ondas de rádio fracas de uma forma mais rara de carbono, 13C. Esta é a primeira detecção da emissão de 13C a 492 GHz em qualquer objeto astronômico, que geralmente está oculto por trás da emissão de 12C regulares. A quantidade de 13C é apenas 1% de 12C. Portanto, a detecção de 13C no disco de detritos foi inesperada. É uma evidência de que 49 Ceti tem uma quantidade surpreendentemente grande de gás.
Existem duas possibilidades para a origem do gás:
- É o gás remanescente que sobreviveu ao processo de dissipação na fase final da formação do planeta. A quantidade de gás em torno de 49 Ceti é, no entanto, comparável àquela em torno de estrelas muito mais jovens na fase de formação ativa do planeta. Não há modelos teóricos para explicar quanto gás poderia ter persistido por tanto tempo.

- O gás foi liberado pelas colisões de pequenos corpos como cometas. Mas o número de colisões necessárias para explicar uma grande quantidade de gás em torno de 49 Ceti é muito grande para ser acomodado nas teorias atuais. Os resultados atuais do ALMA levam a uma reconsideração dos modelos de formação de planetas.[6]